# GTF2A2
GTF2A2 (англ. General transcription factor IIA subunit 2) – білок, який кодується однойменним геном, розташованим у людей на 15-й хромосомі. Довжина поліпептидного ланцюга білка становить 109 амінокислот, а молекулярна маса — 12 457.
| 10         |  | 20         |  | 30         |  | 40         |  | 50         |
| ---------- |  | ---------- |  | ---------- |  | ---------- |  | ---------- |
| MAYQLYRNTT |  | LGNSLQESLD |  | ELIQSQQITP |  | QLALQVLLQF |  | DKAINAALAQ |
| RVRNRVNFRG |  | SLNTYRFCDN |  | VWTFVLNDVE |  | FREVTELIKV |  | DKVKIVACDG |
| KNTGSNTTE  |  |            |  |            |  |            |  |            |

A: Аланін

C: Цистеїн

D: Аспарагінова кислота

E: Глутамінова кислота

F: Фенілаланін

G: Гліцин

I: Ізолейцин

K: Лізин

L: Лейцин

M: Метіонін

N: Аспарагін

P: Пролін

Q: Глутамін

R: Аргінін

S: Серин

T: Треонін

V: Валін

W: Триптофан

Задіяний у таких біологічних процесах, як взаємодія хазяїн-вірус, транскрипція, регуляція транскрипції. 
Локалізований у ядрі.